# Mammarenavirus argentin
Mammarenavirus juninense
Pour les articles homonymes, voir Junin.
Espèce
Synonymes
- Argentinian mammarenavirus (2017-2022)
- Junín mammarenavirus (2014-2017)
- Junín virus (1971-2014)

Mammarenavirus juninense, aussi appelé mammarénavirus argentin (en anglais : Argentinian mammarenavirus) et anciennement mammarénavirus de Junín ou virus de Junín, est une espèce de virus de la famille des Arenaviridae, genre Mammarenavirus et des virus du complexe Tacaribé (arénavirus du Nouveau Monde) responsable de la fièvre hémorragique argentine. À l'instar de l'intégralité des arénavirus, il contient un virion enveloppé, rond, ovale ou pléomorphique d'un diamètre d'environ 110 à 300 nm (moyenne de 120 nm) un génome d'ARN monocaténaire à double segment. Le virion intérieur comporte des granules d'apparence sablonneuse, typiques de la famille des arénaviridés, alors que la surface est couverte de projections en forme de bâton de golf creux.

## Référence biologique
- (en) ICTV : Argentinian mammarenavirus  (consulté le 5 février 2021)